# Fjære kommun
Fjære kommun (norska: Fjære kommune) var en kommun i Aust-Agder fylke i södra Norge. Kommunen omfattade ett område i den östra delen av nuvarande Grimstads kommun (Fjære socken). Byn Vik utgjorde kommunens centralort.

## Administrativ historik
Fjære kommun upprättades 1846 genom utbrytning ur Øyestads kommun. Kommunen hade 2 806 invånare vid upprättandet.
Den 1 januari 1878 överfördes ett bebott område (med 948 invånare) från Fjære kommun till Grimstads kommun.
Den 1 januari 1960 överfördes ett annat bebott område (med 344 invånare) från Fjære kommun till Grimstads kommun.
Den 1 januari 1971 gick Fjære kommun, tillsammans med Landviks kommun, upp i Grimstads kommun. Kommunens hade då 6 189 invånare.

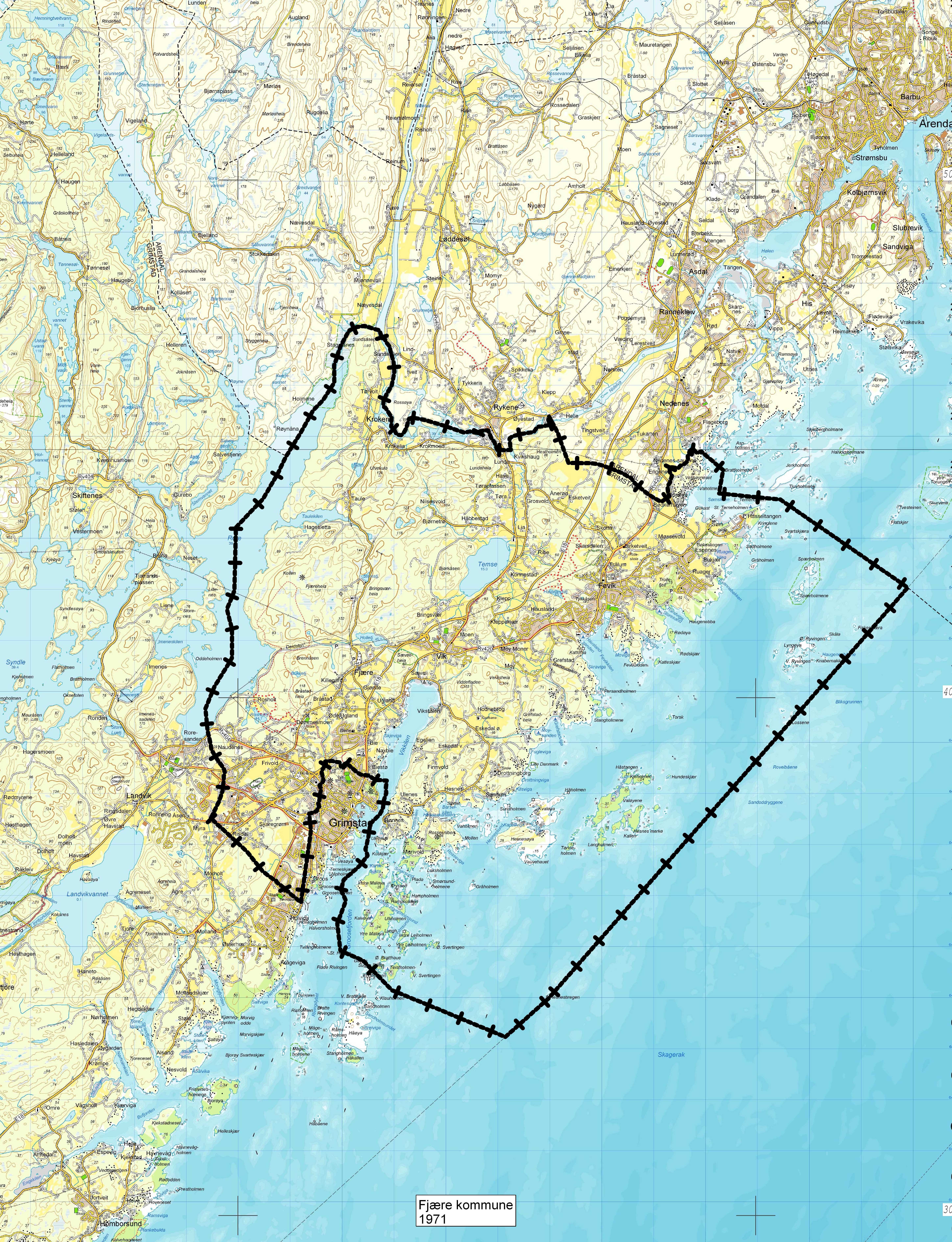
Karta över den tidigare kommunen. Området utgör idag en del av Grimstads kommun.